# Дрейпер (Юта)
Дрейпер (англ. Draper) — місто (англ. city) в США, в округах Солт-Лейк і Юта штату Юта. Населення — 51 017 осіб (2020).

## Географія
Дрейпер розташований за координатами 40°29′43″ пн. ш. 111°51′38″ зх. д. / 40.49528° пн. ш. 111.86056° зх. д. (40.495191, -111.860651).  За даними Бюро перепису населення США в 2010 році місто мало площу 77,96 км², з яких 77,92 км² — суходіл та 0,04 км² — водойми.

## Демографія
Згідно з переписом 2010 року, у місті мешкали 42 274 особи в 11 544 домогосподарствах у складі 9469 родин. Густота населення становила 542 особи/км².  Було 12125 помешкань (156/км²).
Расовий склад населення:
| - 90,4 % — білих - 2,5 % — азіатів - 1,4 % — чорних або афроамериканців - 0,6 % — корінних американців - 0,4 % — вихідців з тихоокеанських островів - 2,0 % — осіб інших рас |

До двох чи більше рас належало 2,6 %. Частка іспаномовних становила 7,0 % від усіх жителів.
За віковим діапазоном населення розподілялося таким чином: 33,0 % — особи молодші 18 років, 61,6 % — особи у віці 18—64 років, 5,4 % — особи у віці 65 років та старші. Медіана віку мешканця становила 30,7 року. На 100 осіб жіночої статі у місті припадало 115,6 чоловіків;  на 100 жінок у віці від 18 років та старших — 120,8 чоловіків також старших 18 років.
Середній дохід на одне домашнє господарство  становив 123 678 доларів США (медіана — 95 804), а середній дохід на одну сім'ю — 131 068 доларів (медіана — 103 211). Медіана доходів становила 70 215 доларів для чоловіків та 47 552 долари для жінок. За межею бідності перебувало 4,9 % осіб, у тому числі 5,7 % дітей у віці до 18 років та 1,4 % осіб у віці 65 років та старших.
Цивільне працевлаштоване населення становило 19 844 особи. Основні галузі зайнятості: освіта, охорона здоров'я та соціальна допомога — 20,6 %, науковці, спеціалісти, менеджери — 14,4 %, роздрібна торгівля — 13,1 %, фінанси, страхування та нерухомість — 13,0 %.